# Тапи (округ)
Тапи (гудж. તાપી જિલ્લો; англ. Tapi) — округ в индийском штате Гуджарат. Образован 2 октября 2007 года из части территории округа Сурат. Административный центр — город Вьяра. Площадь округа — 2951 км². По данным всеиндийской переписи 2001 года население округа составляло 719 634  человека.